# Universally Speaking
Singles de Red Hot Chili Peppers
Can't Stop
(2002) Fortune Faded
(2003)
Universally Speaking est une chanson des Red Hot Chili Peppers qui est sortie en single, en Europe uniquement, en 2003. Dans le clip, on retrouve à nouveau Dave Sheridan dans le rôle du chauffeur de taxi dérangé. Cette fois, il se rend à un concert des Red Hot pour rendre à Anthony Kiedis un magazine qu'il avait oublié dans son taxi à la fin du clip de By the Way.